# Tulostoma adhaerens
Tulostoma adhaerens (en japonés Abata-Keshibouzu-take: "parcheado", en vista de la apariencia moteada del saco de esporas), es una especie de hongo del género Tulostoma, de la familia Agaricaceae, orden Agaricales. Fue descrita por Curtis Gates Lloyd.

## Distribución
Se distribuye por Sudáfrica, Madagascar, Australia, Malasia y Japón. Se ubican en basidiomas gregarios, fasciculados o, a veces, solitarios, en suelos arenosos de la costa, observados en todas las estaciones.

## Descripción
El saco de esporas suele ser globoso de 10 a 20 milímetros (0,4 a 0,8 plg) de ancho y de 8 a 16 milímetros (0,3 a 0,6 plg) de alto. El exoperidio es de color marrón con una capa gruesa de hifas entremesclada con arena y tierra, desprendiéndose en pequeños fragmentos irregulares o casi en su totalidad desde la parte superior. El endoperidio es blanco o gris rosado, liso o a veces irregular debido a restos oscuros dispersos del exoperidio. El ostiolo es ligeramente saliente, redondo a elíptico, de 0,8 a 0,9 milímetros (0 a 0 plg) de diámetro. La gleba comienza de color blanquecina y se vuelve marrón oxidada cuando madura. La estipe es de color marrón, cilíndrico, de 25 a 35 milímetros (1 a 1,4 plg) × 3 a 5 milímetros (0,1 a 0,2 plg), con una superficie con escamas gruesas y adpresas en la base con un bulbo micelial visible. Las basidiosporas son marrones, globosas o subglobosas, equinuladas al microscopio óptico, de 5 a 7,5 micras (0 a 0 mm) de diámetro con ornamentación formada por 4 a 6 elementos de pared filamentosos unidos en el ápice. El capilicio suele ser de hialina a marrón claro, septada, hinchada en los septos, ramificada, con extremos romos, de grosor variable.